# Équipe de Suisse masculine de cyclisme sur route

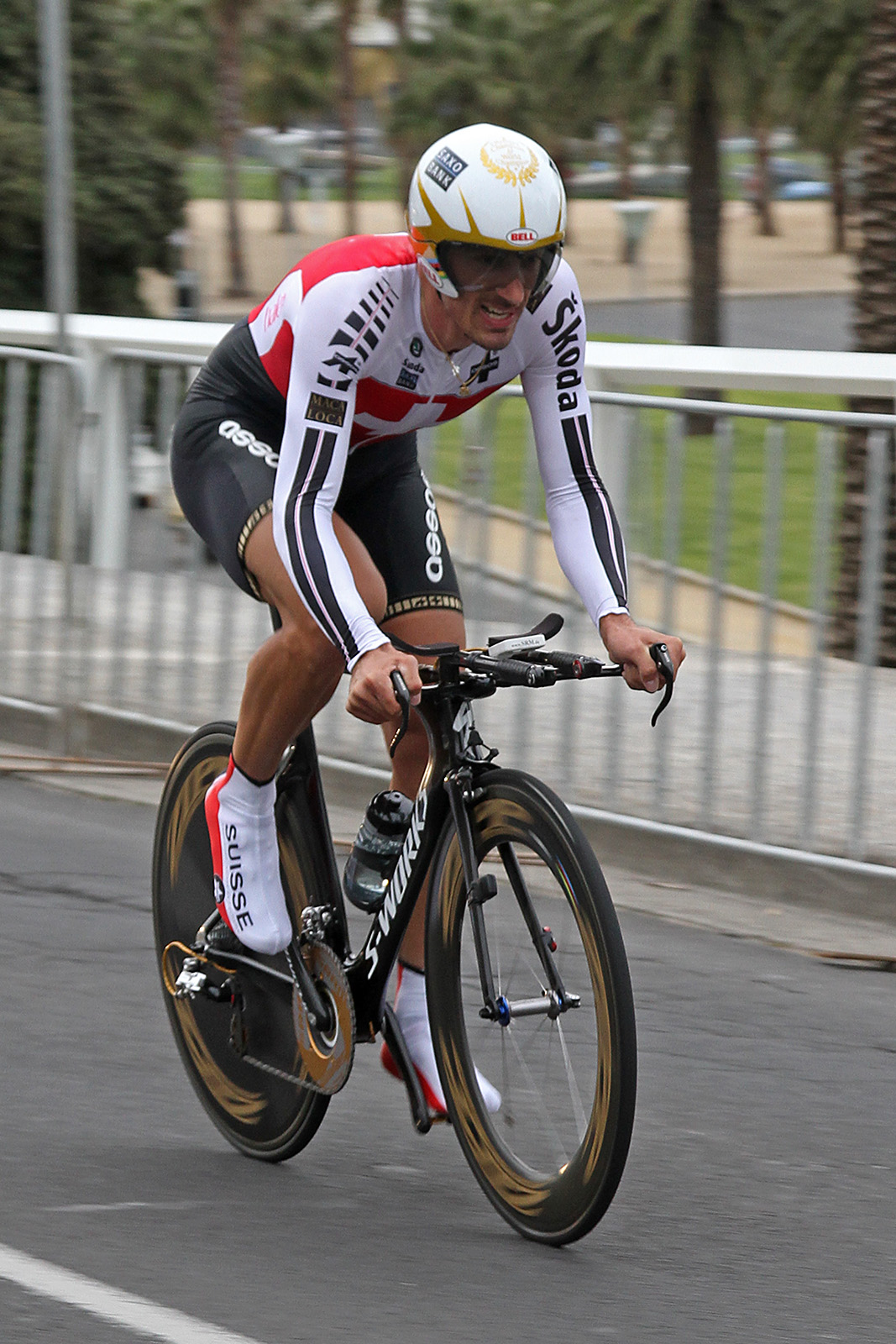
Fabian Cancellara avec le maillot de l'équipe de suisse lors du championnat du monde du contre-la-montre 2010.

L'équipe de Suisse de cyclisme est la sélection de cyclistes suisses, réunis lors de compétitions internationales (les championnats d'Europe, du monde et les Jeux olympiques notamment) sous l'égide de la Swiss Cycling.

## Palmarès

### Jeux olympiques

#### Course en ligne
L'épreuve de course en ligne est introduite aux Jeux olympiques en 1896 puis de nouveau depuis 1912.
| Médaille d'or           | Médaille d'argent          | Médaille de bronze        |
| ----------------------- | -------------------------- | ------------------------- |
| - 1996 : Pascal Richard | - 2008 : Fabian Cancellara | - 1936 : Ernst Nievergelt |

#### Contre-la-montre individuel

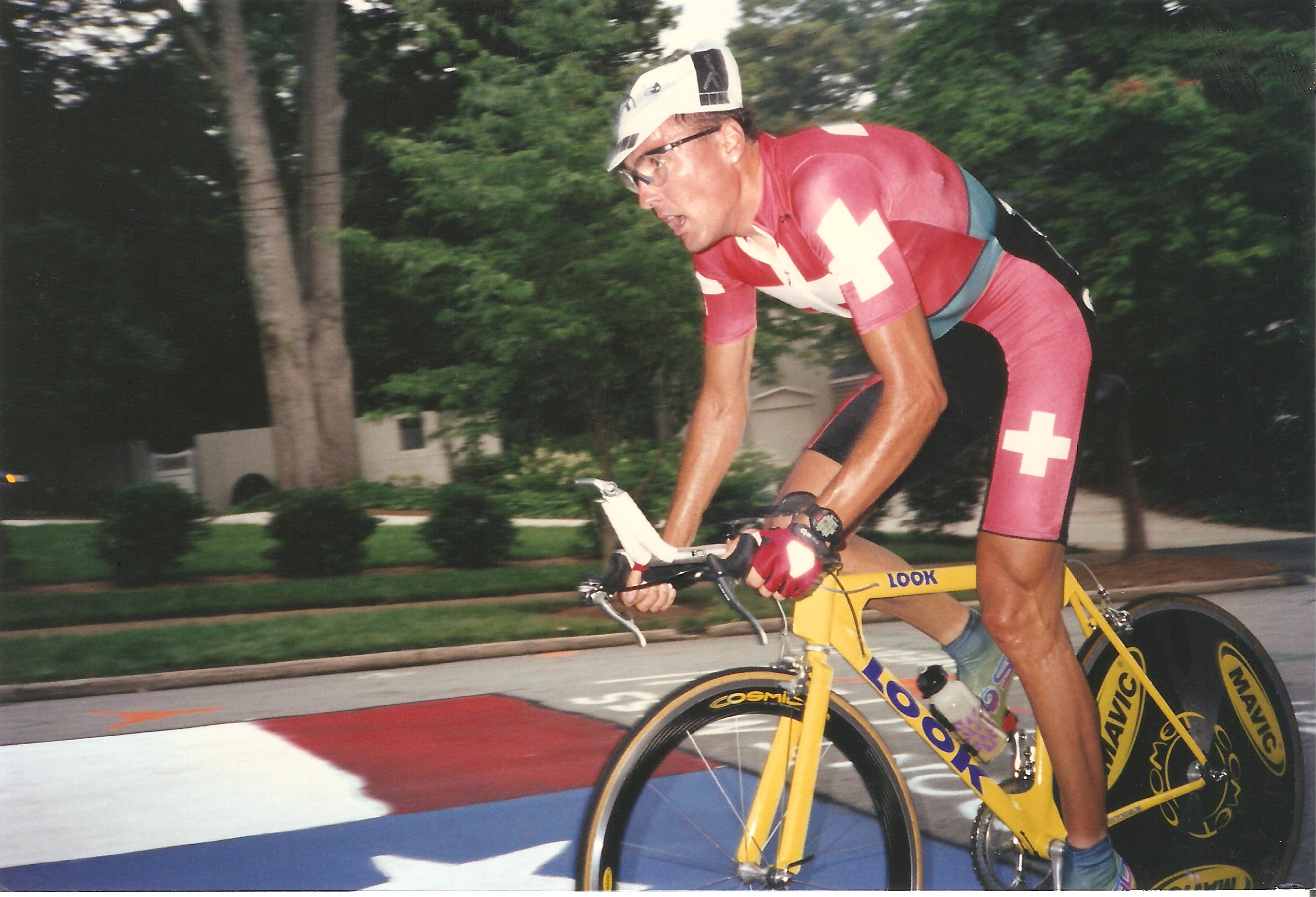
Alex Zülle lors du contre-la-montre des Jeux olympiques d'Atlanta, vêtu du maillot de l'équipe suisse.

L’épreuve de contre-la-montre individuel est organisée aux Jeux olympiques depuis 1996.
| Médaille d'or                                         | Médaille d'argent | Médaille de bronze |
| ----------------------------------------------------- | ----------------- | ------------------ |
| - 2008 : Fabian Cancellara - 2016 : Fabian Cancellara |                   |                    |

#### Course par équipes
L'épreuve de course en ligne par équipes est organisée aux Jeux olympiques de 1912 à 1956.
- 1936 :  Médaille d'argent avec Edgar Buchwalder, Ernst Nievergelt et Kurt Ott

#### Contre-la-montre par équipes
L'épreuve de contre-la-montre par équipes est organisée aux Jeux olympiques de 1960 à 1992.
- 1984 :  Médaille d'argent avec Alfred Achermann, Richard Trinkler, Laurent Vial et Benno Wiss

### Championnats du monde de cyclisme sur route

#### Course en ligne

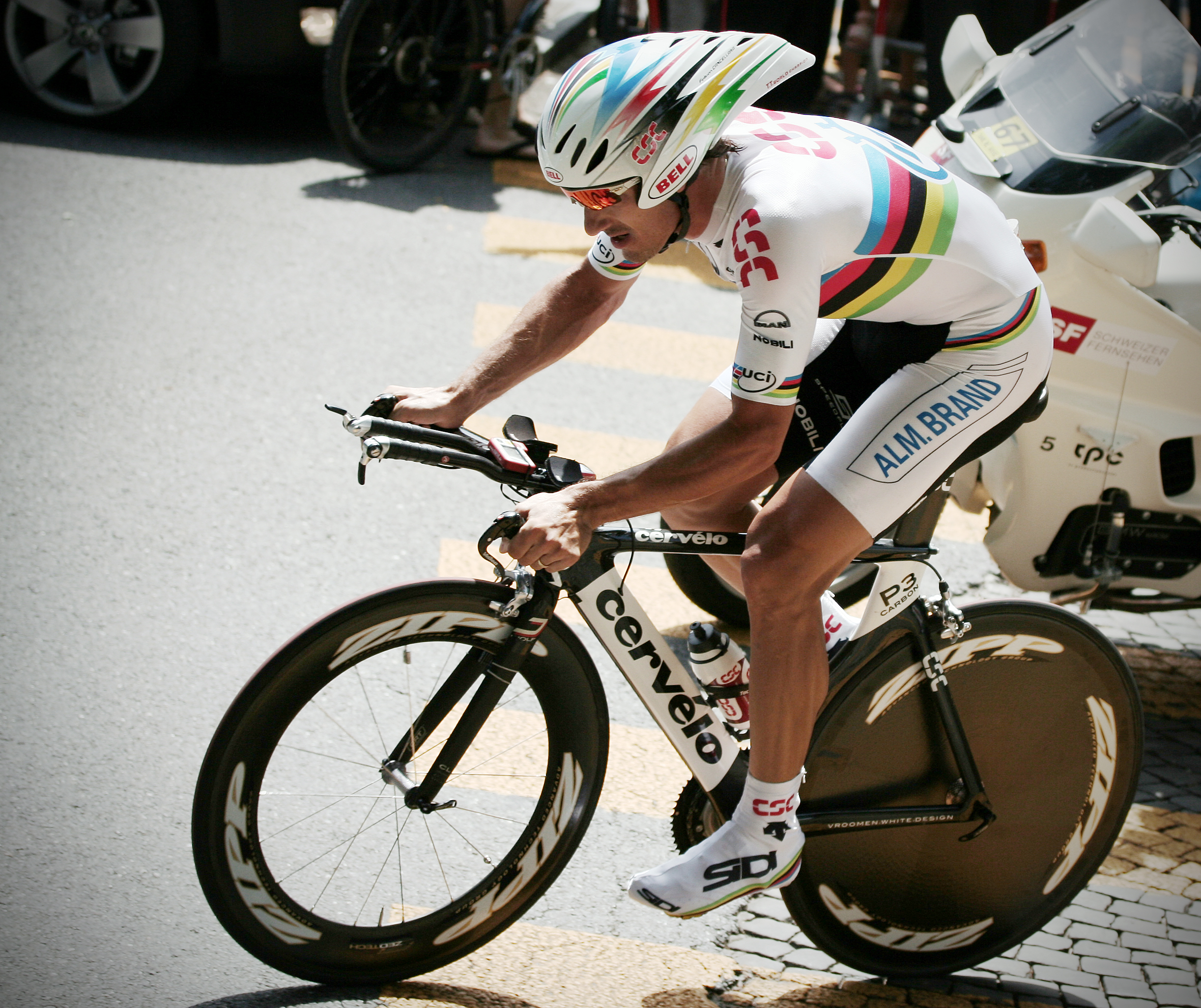
Fabian Cancellara, lors du Tour de Suisse 2007, vêtu du maillot arc-en-ciel de champion du monde

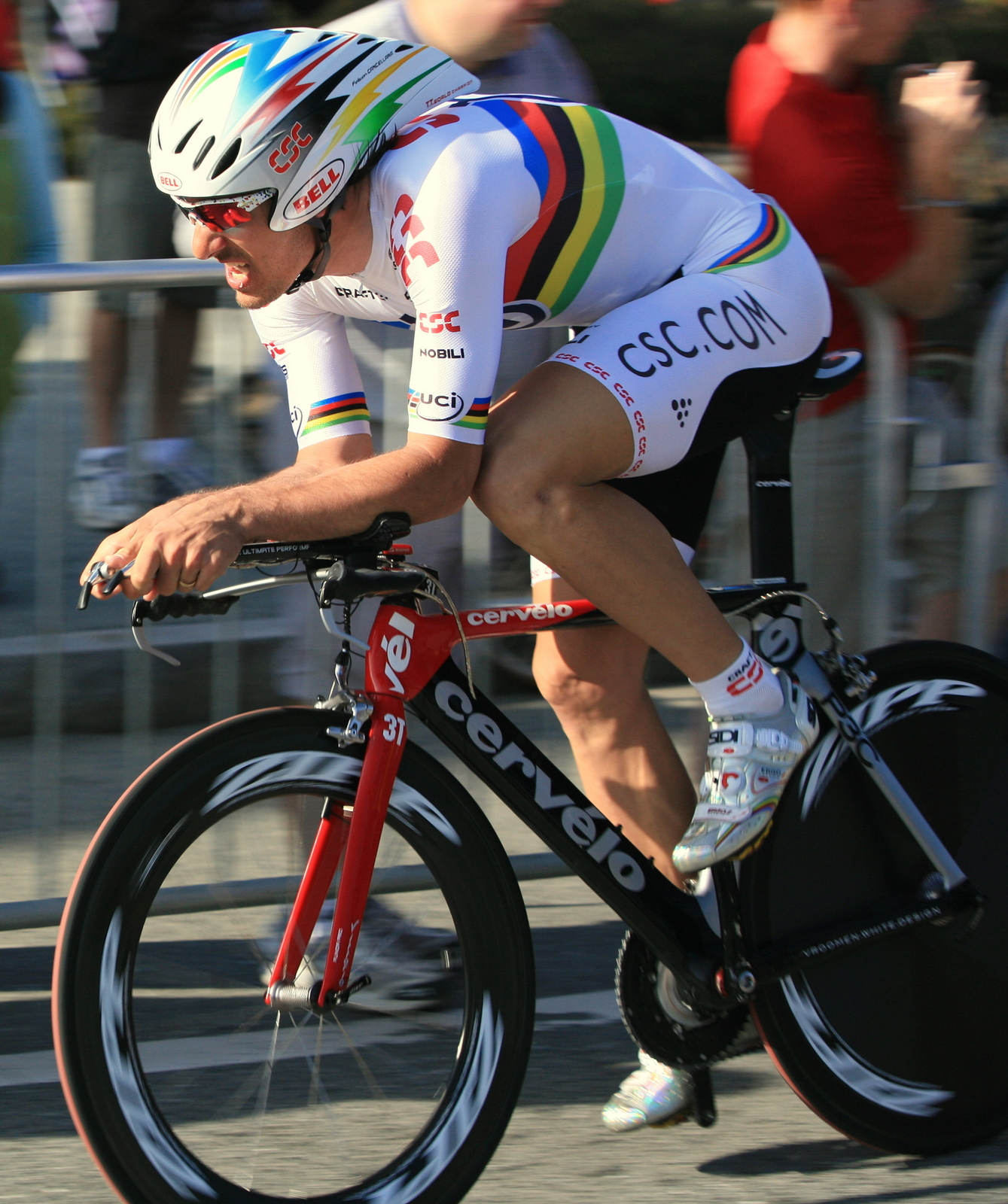
Cancellara lors de sa victoire sur le prologue du Tour de Californie 2008.

Le championnat du monde de course en ligne est organisé depuis 1927, avec pour seule interruption, de 1939 à 1945, la Seconde Guerre mondiale.
| Médaille d'or                                                       | Médaille d'argent | Médaille de bronze |
| ------------------------------------------------------------------- | --- | --- |
| - 1946 : Hans Knecht - 1951 : Ferdi Kübler - 1998 : Oscar Camenzind | - 1938 : Paul Egli - 1949 : Ferdi Kübler - 1952 : Gottfried Weilenmann - 1954 : Fritz Schär - 1996 : Mauro Gianetti - 1999 : Markus Zberg | - 1931 : Albert Büchi - 1937 : Paul Egli - 1938 : Léo Amberg - 1950 : Ferdi Kübler - 2019 : Stefan Küng - 2020 : Marc Hirschi |

#### Contre-la-montre individuel
Le championnat du monde de contre-la-montre individuel est organisé depuis 1994.
| Médaille d'or | Médaille d'argent    | Médaille de bronze |
| --- | -------------------- | --- |
| - 1996 : Alex Zülle - 2006 : Fabian Cancellara - 2007 : Fabian Cancellara - 2009 : Fabian Cancellara - 2010 : Fabian Cancellara | - 2022 : Stefan Küng | - 1996 : Tony Rominger - 2005 : Fabian Cancellara - 2011 : Fabian Cancellara - 2013 : Fabian Cancellara - 2020 : Stefan Küng |

#### Contre-la-montre par équipes nationales
Le championnat du monde de contre-la-montre par équipes nationales est organisé à partir de 1962. À partir de 1972, il n'est plus organisé les années olympiques. Sa dernière édition par équipes nationales a lieu en 1994, année de la création du championnat du monde du contre-la-montre individuel.
| Médaille d'or | Médaille d'argent | Médaille de bronze |
| ------------- | --- | --- |
|               | - 1968 : Bruno Hubschmid Robert Thalmann Walter Burki Erich Spahn - 1982 : Alfred Achermann Daniel Heggli Richard Trinkler Urs Zimmermann - 1983 : Daniel Heggli Heinz Imboden Othmar Haefliger Benno Wiss | - 1969 : Xaver Kurmann Bruno Hubschmid Josef Fuchs Walter Burki - 1978 : Gilbert Glaus Stefan Mutter Richard Trinkler Kurt Ehrensperger - 1993 : Roman Jeker Beat Meister Markus Kennel Roland Meier |

#### Contre-la-montre par équipes de relais mixte
Le championnat du monde de contre-la-montre par équipes de relais mixte est organisé à partir de 2019. Le temps des trois coureurs est additionné au temps des trois coureuses de l'équipe féminine.
| Médaille d'or | Médaille d'argent | Médaille de bronze |
| --- | ----------------- | ------------------ |
| - 2022 : ♀ Elise Chabbey ♀ Nicole Koller ♀ Marlen Reusser ♂ Stefan Bissegger ♂ Stefan Küng ♂ Mauro Schmid - 2023 : ♀ Elise Chabbey ♀ Nicole Koller ♀ Marlen Reusser ♂ Stefan Bissegger ♂ Stefan Küng ♂ Mauro Schmid |                   |                    |

### Championnats d'Europe de cyclisme sur route

#### Contre-la-montre individuel
Le championnat d'Europe de contre-la-montre individuel masculin est organisé depuis 2016.
| Médaille d'or                                                       | Médaille d'argent                              | Médaille de bronze |
| ------------------------------------------------------------------- | ---------------------------------------------- | ------------------ |
| - 2020 : Stefan Küng - 2021 : Stefan Küng - 2022 : Stefan Bissegger | - 2022 : Stefan Küng - 2023 : Stefan Bissegger |                    |

### Autres victoires

#### 2017
| Victoires | Victoires                      | Victoires | Victoires | Victoires    | Victoires |
| Date      | Course                         | Pays      | Classe    | Vainqueur    |           |
| --------- | ------------------------------ | --------- | --------- | ------------ | --------- |
| 10 mars   | 1re étape, Istrian Spring Tour | Croatie   | 2.2       | Fabian Giger |           |

#### 2018
| Date       | Course                     | Pays  | Classe | Vainqueur     |
| ---------- | -------------------------- | ----- | ------ | ------------- |
| 31 octobre | 9e étape du Tour de Hainan | Chine | 2.HC   | Simon Pellaud |

#### 2019
| Date       | Course                                  | Pays             | Classe | Vainqueur        |
| ---------- | --------------------------------------- | ---------------- | ------ | ---------------- |
| 24 janvier | 2e étape de la classique néo-zélandaise | Nouvelle-Zélande | 2.2    | Stefan Bissegger |
| 24 mai     | 1re étape du Tour de l'Ain              | France           | 2.1    | Stefan Bissegger |

## Sélectionneurs
- ??-2011 : René Savary
- 2011 : Torsten Schmidt
- 2012-2016 : Luca Guercilena[1],[2]
- 2017-mai 2019 : Danilo Hondo[3]
- depuis juin 2019 : Marcello Albasini[4]